# Giovan Battista Pagani
Giovanni Battista Pagani (Verona, 27 agosto 1784 – Brescia, 19 febbraio 1864) è stato un politico e giurista italiano, patriota durante il Risorgimento e in rapporti burrascosi con Alessandro Manzoni.

## Biografia
Figlio di Francesco e di Aurora Briani, Giovan Battista Pagani entrò nel convitto Longone di Milano dove conobbe Alessandro Manzoni, col quale ebbe un rapporto turbolento dal punto di vista umano e intellettuale. Andato a Pavia per continuare gli studi in diritto, si laureò nell'ateneo ticinese il 14 giugno 1804 sotto la guida di Vincenzo Monti. Entrato nell'amministrazione statale del Regno d'Italia, ammiratore di Napoleone, Pagani si inimicò Manzoni per aver dato alle stampe in Italia l'ode In morte di Carlo Imbonati senza il permesso dell'autore. Sposatosi nel 1807, nel medesimo anno trovò a Brescia l'incarico di conservatore dell’Ufficio delle ipoteche in Brescia, incarico che mantenne fino al 1831. Durante gli anni della maturità, sotto il Regno Lombardo-Veneto, mantenne un profilo basso dedicandosi all'erudizione: tra i vari interventi che tenne all'Ateneo di Brescia ci fu il suo giudizio critico su Il Conte di Carmagnola e l'Adelchi del Manzoni. nel 1848 entrò a far parte del governo provvisorio bresciano durante il periodo politico instabile dovuto alle insurrezione di tutta Europa. Liberata Brescia nel 1859, ottenne il collare dei santi Maurizio e Lazzaro da Vittorio Emanuele II. Morì nel 1864 e la figlia Fanny scrisse al Manzoni della sua dipartita, da cui ricevette le condoglianze. 
Come ricorda Antonio Fappani, «intensa fu la sua attività pubblicistica. Collaborò infatti attivamente al "Giornale di giurisprudenza pratica" di Venezia, al "Giornale delle scienze politiche legali" di Milano (dal 1851), a "Il Comune italiano" di Milano (dal 1850), a "Temi" di Firenze (dal 1848), a "Il poligrafo, giornale di scienze, lettere ed arti" di Verona, agli "Annali universali di statistica, pubblica economia e storia" di Milano, al "Raccoglitore italiano e straniero" di Milano (dal 1853), a "La scienza e la letteratura" di Palermo (1848-1849), al "Giornale agrario lombardo-veneto", a "Letture di famiglia" di Trieste. Collaborò attivamente anche al "Cenomano" con articoli anonimi e con "Uno sguardo all'autorità comunale"».